# Sławomir Sprawski
Sławomir Sprawski (ur. w 1965 w Krakowie) – polski historyk, specjalista z zakresu historii starożytnej. 

## Życiorys
W 1995 roku obronił pracę doktorską na Uniwersytecie Jagiellońskim Jazon z Feraj. Studium z dziejów Tessalii w I poł. IV w. p.n.e. (promotor: prof. Edward Dąbrowa), wydaną drukiem w 1999 roku. 2 lipca 2010 Rada Wydziału Historycznego UJ nadała mu stopień doktora habilitowanego, na podstawie rozprawy Tessalia. Tessalowie i ich sąsiedzi. Pracuje na stanowisku profesora w Instytucie Historii Uniwersytetu Jagiellońskiego.
W latach 2012–2020 pełnił funkcję dyrektora Instytutu Historii UJ. Od 2020 prodziekan Wydziału Historycznego UJ ds. ogólnych. 
W 2019 został wybrany przewodniczącym Rady Dyscypliny Historia na Uniwersytecie Jagiellońskim.
Współautor wydanej wspólnie z Jackiem Bonarkiem, Tadeuszem Czekalskim i Stanisławem Turlejem Historii Grecji (2005), wyróżnionej nagrodą ministra nauki i szkolnictwa wyższego.
Harcmistrz. W latach 1989–1990 komendant Chorągwi Krakowskiej ZHP. Członek redakcji Harcerza Rzeczypospolitej przy Komendzie Chorągwi Krakowskiej ZHP. Jako bas występował w chórze Akademii Ekonomicznej w Krakowie "Dominanta".

## Publikacje
- Jason of Pherae. Study on history of Thessaly 431-370 (Electrum 3), Kraków 1999, ISBN 83-233-1242-7
- Starożytność. Teksty źródłowe, komentarze i zagadnienia do historii w szkole średniej, Wyd. Literackie, 1999, wyd. 2.: 2001
- Cywilizacje starożytne, (współautor Marcin Pawlak), Warszawa 2005, ISBN 83-7447-027-5
- Grecja starożytna, w: Historia Grecji, Wydawnictwo Literackie, Kraków 2005, ISBN 83-08-03816-6
- Tessalia. Tessalowie i ich sąsiedzi, Historia Iagiellonica, Kraków 2009, ISBN 978-83-88737-19-0
- Wojna i wojskowość w świecie starożytnym, pod redakcją Sławomira Sprawskiego, Historia Iagiellonica, Kraków 2015.